# حزقيال لومباردو
حزقيال لومباردو (بالإسبانية: Juan José Lombardo)‏ هو عسكري أرجنتيني، ولد في 19 مارس 1927 في Salto, Buenos Aires ‏ في الأرجنتين.